# دهه ۴۹۰ (میلادی)
دهه ۴۹۰ (میلادی) دهه چهل و نهم تقویم میلادی است.

## درگذشتگان
‎